# Districts du Liberia

Carte des 15 comtés du Liberia.

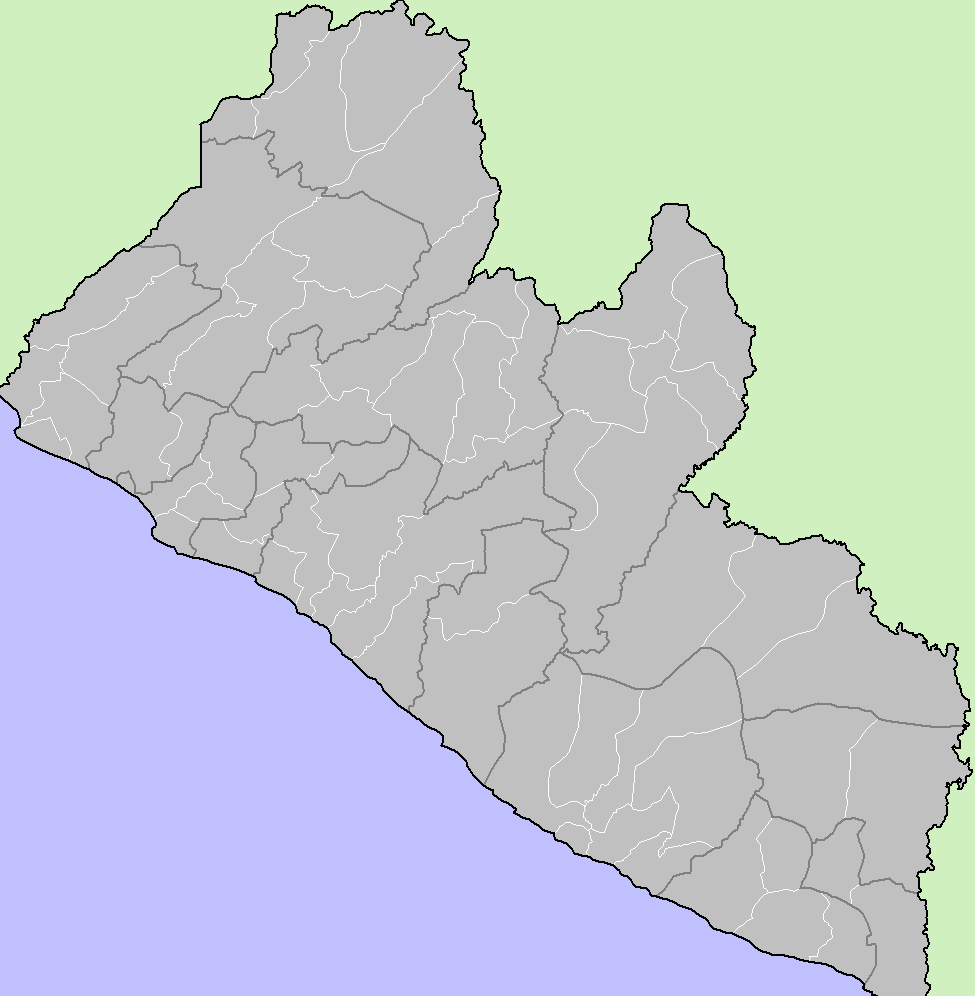
Carte des districts du Liberia.

Les 15 comtés du Liberia sont divisés en 68 districts.

## Comté de Bomi
- District de Dewoin
- District de Klay
- District de Senjeh
- District de Seuhn Mecca

## Comté de Bong
- District de Fuamah
- District de Jorquelleh
- District de Kokoyah
- District de Panta-Kpa
- District de Salala
- District de Sanayea
- District de Suakoko
- District de Zota

## Comté de Gbarpolu
- District de Belleh
- District de Bopolu
- District de Bokomu
- District de Kongba
- District de Gbarma

## Comté de Grand Bassa
- District 1, Comté de Grand Bassa
- District 2, Comté de Grand Bassa
- District 3, Comté de Grand Bassa
- District 4, Comté de Grand Bassa
- District de Owensgrove
- District de St. John River

## Comté de Grand Cape Mount
- District de Commonwealth
- District de Garwula
- District de Gola Konneh
- District de Porkpa
- District de Tewor

## Comté de Grand Gedeh
- District de Gbarzon
- District de Konobo
- District de Tchien

## Comté de Grand Kru
- District de Buah
- District de Lower Kru Coast
- District de Sasstown
- District de Upper Kru Coast

## Comté de Lofa
- District de Foya
- District de Kolahun
- District de Quardu Gboni
- District de Salayea
- District de Vahun
- District de Voinjama
- District de Zorzor

## Comté de Margibi
- District de Firestone
- District de Gibi
- District de Kakata
- District de Mambah-Kaba

## Comté de Maryland
- District de Barrobo
- District de Pleebo/Sodeken

## Comté de Montserrado
- District de Careysburg
- District de Commonwealth
- District de Greater Monrovia
- District de St. Paul River
- District de Todee

## Comté de Nimba
Nouveaux districts :
- District de Boe & Quilla
- District de Buu-Yao
- District de Doet
- District de Garr Bain
- District de Gbehlageh
- District de Gbi & Doru
- District de Gbor
- District de Kparblee
- District de Leewehpea-Mahn
- District de Meinpea-Mahn
- District de Sanniquelleh-Mahn
- District de Twan River
- District de Wee-Gbehy-Mahn
- District de Yarmein
- District de Yarpea Mahn
- District de Yarwein-Mehnsohnneh
- District de Zoe-Gbao

Anciens districts
- District de Saclepea
- District de Tappita
- District de Zoegeh

## Comté de River Cess
Nouveaux districts :
- District de Bearwor
- District de Central RiverCess
- District de Doedain
- District de Fen River
- District de Jo River
- District de Norwein
- District de Sam Gbalor
- District de Zartlahn

Anciens districts :
- District de Morweh
- District de Timbo

## Comté de River Gee
Nouveaux districts :
- District de Chedepo
- District de Gbeapo
- District de Glaro
- District de Karforh
- District de Nanee
- District de Nyenawliken
- District de Nyenebo
- District de Potupo
- District de Sarbo
- District de Tuobo

Anciens districts :
- District de Webbo

## Comté de Sinoe
Nouveaux districts :
- District de Bodae
- District de Bokon
- District de Butaw
- District de Dugbe River
- District de Greenville
- District de Jaedae
- District de Jaedepo
- District de Juarzon
- District de Kpayan
- District de Kulu Shaw Boe
- District de Plahn Nyarn
- District de Pynes Town
- District de Sanquin 1
- District de Sanquin 2
- District de Sanquin 3
- District de Seekon
- District de Wedjah

Anciens districts :
- District de Jaedae Jaedepo
- District de Pyneston